# Convergència Socialista del País Valencià
Convergència Socialista del País Valencià (Convergencia Socialista del País Valenciano) (CSPV) fue un grupo político constituido en Valencia en octubre de 1975 de la confluencia de los grupos Socialistes Valencians Independents, Reconstrucció Socialista del País Valencià, Agrupament Socialista Valencià y el grupo El Micalet, todos ellos con militantes procedentes del Partit Socialista Valencià y siguiendo un proceso similar al que hizo Convergència Socialista de Catalunya. Intentó reunir durante la transición el nacionalismo valenciano socialista, pero no consiguieron aproximarse a los miembros del PSPV. En 1976 llegó a tener 400 afiliados. de Almácera de 6 de junio de 1976 convergerá con los antiguos miembros de los Grups d'Acció i Reflexió Socialista para refundar el PSPV.